# Georges Lévy (homme politique)
Pour les articles homonymes, voir Lévy et Georges Lévy.
Georges Lévy, né le 8 février 1874 à Gray (Haute-Saône) et mort le 6 mars 1961 à Bron, est un homme politique français. Membre du comité directeur du Parti communiste français de 1920 à 1922, il fut député du Rhône en 1919 et 1936, maire de Villeurbanne de 1944 à 1947, et membre du comité central de l'Association républicaine des anciens combattants (ARAC).

## Biographie
Le père de Georges Lévy est marchand de chevaux à Gray. Le jeune Georges a à peine un an lorsque ses parents s'installent à Lyon. Après ses études secondaires, il s'inscrit à la Faculté de médecine et devient interne des hôpitaux de Lyon.
Inscrit au comité dreyfusard de Lyon, il prend la parole localement et jusque dans le Jura. Il adhère au groupe des Étudiants socialistes.
Il s'établit à Oullins. Partisan de l'unité socialiste, il ne rejoint pas pour autant le Parti socialiste SFIO. En 1910, il soutient la grève des cheminots locaux et adhère au Parti socialiste. Dans les deux années qui suivent, il devient secrétaire général de la Fédération du Rhône et conseiller municipal d'Oullins.
En 1914, il est candidat aux législatives dans une circonscription du Rhône et se trouve aux côtés de Jean Jaurès, à Vaise, lorsque Jaurès prononce son dernier discours contre la guerre. Lévy appelle Jaurès à venir manifester pour la paix place Bellecour.
Pendant la guerre, Georges Lévy est médecin dans l'armée d'Orient. Rapatrié, il peut suivre les événements de Russie et, début 1918, participe au congrès de la Fédération qui se situe dans le rejet de l'Union sacrée. L'année suivante, il est élu député.
Il consacre beaucoup de son temps à l'ARAC, dont il est élu et réélu (aux congrès de Levallois, Limoges, Clermont-Ferrand) au comité central jusqu'en 1923, comme représentant du Rhône. Lors du congrès des anciens combattants, qui se tient à Genève en 1920, il affirme son espoir en la création d'une IIIe Internationale. À la fin de cette année, à l'issue du congrès socialiste de Tours, il fait partie du comité directeur de la Section française de l'Internationale communiste (SFIC). Dans les jours qui suivent, est créée la Fédération SFIC du Rhône.
En 1921, au congrès de Marseille, Lévy est réélu au Comité directeur. Il est partisan de l'acceptation des consignes de l'Internationale communiste. Il est désigné à la commission chargée d'élaborer les résolutions du congrès de Paris, lors de laquelle le « centre » refuse de partager la direction avec la « gauche ». Georges Lévy n'est pas réélu au comité directeur. Quelques semaines plus tard, il effectue un voyage en URSS afin de remplir les fonctions de délégué à l'Exécutif de l'Internationale. De retour à Paris, il reprend sa place au groupe parlementaire communiste.
Aux élections législatives de 1924, la liste communiste qu'il conduit est largement battue par celle du Bloc des gauches. Restant à Paris, Lévy assure la charge de secrétaire administratif du groupe parlementaire communiste. Lors du congrès suivant, à Lyon en 1924, il préside une séance et présente trois rapports. En 1925, il se réinstalle à Lyon. En 1928, il participe à la campagne électorale dans le Rhône et l'Isère.
Lorsque, en 1934, la Voix du Peuple est fondée, il en devient le directeur politique. Cette même année, il est à nouveau candidat, sans succès, aux élections cantonales dans un arrondissement local où il est pourtant fort connu puisqu'il s'y occupe de la coopérative « la Ruche de Monchat ». En revanche, en 1935, il est élu conseiller général du canton de Villeurbanne. L'année suivante, il est élu également député dans la 12e circonscription de Lyon-Villeurbanne.
Au Parlement, il est secrétaire de la commission d'hygiène. Le VIIIe congrès du Parti communiste, tenu à Villeurbanne, l'élit à la commission de contrôle financier. À l'approche de la guerre, il met en garde contre un « nouveau Munich ». Après la signature du Pacte germano-soviétique, la conférence qu'il doit donner est la première manifestation communiste interdite.
Ayant adhéré au groupe ouvrier et paysan français, il est arrêté le 8 octobre 1939, déchu de son mandat le 21 janvier 1940 et condamné le 3 avril 1940 par le 3e tribunal militaire de Paris à cinq ans de prison, 4 000 francs d'amende et cinq ans de privation de ses droits civils et politiques pour infraction au décret dissolvant les organisations communistes. Il est de ceux qui écrivent une lettre à Pétain pour témoigner au procès de Riom. Interné à la prison de la Santé, à Poitiers, au fort du Hâ à Bordeaux, à Toulouse, à Tarbes, au Puy, à Valence et à Marseille, il est embarqué, en mars 1941, pour l'Afrique du Nord. Il est libéré le 5 février 1943, quatre mois après le débarquement allié en Afrique du Nord.
Après la Libération de la France, il revient à Lyon où le comité de Libération le désigne maire de Villeurbanne. Il retrouve également la direction de la Voix du Peuple.
Après une défaite aux élections municipales de 1947, Georges Lévy conduit à nouveau la liste communiste à celles de 1953. Mais les communistes sont écartés par une coalition SFIO, MRP, RPF et radicaux. Il siège donc de 1954 à 1959 comme simple conseiller municipal d'opposition. Au niveau national, il continue à siéger jusqu'en 1956 à la commission centrale de contrôle financier du Parti communiste.
Georges Lévy est l'auteur de Pour la liberté, proposition de loi relative à l'amnistie, Paris, 1936.

## Postérité
Un square de Villeurbanne porte son nom.
Une avenue porte son nom à Vénissieux.

## Sources
- « Georges Lévy (homme politique) », dans le Dictionnaire des parlementaires français (1889-1940), sous la direction de Jean Jolly, PUF, 1960 [détail de l’édition]
- Dictionnaire biographique du mouvement ouvrier français, Les Editions de l'Atelier, 1997.
- « Georges Levy, une vie au service du peuple », brochure de la fédération PCF du Rhône, 1954.